# Портрет Александра Яковлевича Рудзевича
«Портрет Александра Яковлевича Рудзевича» — картина Джорджа Доу и его мастерской, из Военной галереи Зимнего дворца.
Картина представляет собой погрудный портрет генерал-майора Александра Яковлевича Рудзевича из состава Военной галереи Зимнего дворца.
К началу Отечественной войны 1812 года генерал-майор Рудзевич был шефом 22-го егерского полка и находился в Дунайской армии, на Волыни имел стычки со вспомогательным австро-саксонским корпусом. Перейдя со всей армией в Белоруссию, сражался на Березине и находился в преследовании остатков наполеоновской армии. В Заграничных походах 1813 и 1814 годов сражался в Саксонии и Пруссии, был произведён в генерал-лейтенанты, отличился в Битве народов под Лейпцигом и при взятии Парижа.
Изображён в генеральском мундире, введённом для пехотных генералов 7 мая 1817 года. На шее крест ордена Св. Георгия 2-го класса; по борту мундира крест прусского ордена Красного орла 1-й степени и Св. Владимира 2-й степени (надет с нарушением правил ношения: должен располагаться выше иностранного ордена); справа на груди серебряная медаль «В память Отечественной войны 1812 года» на Андреевской ленте и бронзовая дворянская медаль «В память Отечественной войны 1812 года» на Владимирской ленте, далее сверху вниз звёзды орденов Св. Александра Невского, Св. Георгия 2-го класса и Св. Владимира 2-й степени, правее звезда шведского ордена Серафимов. Подпись на раме: А. Я. Рудзевичъ, Генералъ Лейтенантъ.
7 августа 1820 года Комитетом Главного штаба по аттестации Рудзевич был включён в список «генералов, заслуживающих быть написанными в галерею» и 4 сентября 1821 года император Александр I приказал написать его портрет. 28 сентября того же года из Инспекторского департамента Военного министерства Рудзевичу было направлено письмо «портрет его Высочайше повелено написать живописцу Дове, посему если изволит прибыть в Санкт-Петербург, то не оставить иметь с Дове свидание». В это время Рудзевич командовал 7-м пехотным корпусом, точных данных о времени его встречи с Доу нет; вероятно, она состоялась весной или в начале лета 1826 года, когда Рудзевич мог приезжать в столицу по случаю представления начальству в связи с предстоящим назначением его на должность командира 3-го пехотного корпуса и производством в генералы от инфантерии. Гонорар Доу был выплачен 19 мая 1826 года. Готовый портрет поступил в Эрмитаж 15 июня 1826 года.
В собрании великого князя Николая Михайловича имелась миниатюра с портретом Рудзевича, рисунок которой композиционно очень близок к работе Доу: такое же погрудное изображение, аналогичны поворот головы и ракурс; но имеются существенные отличия в наградах: добавлен шейный крест ордена Св. Анны 1-й степени с алмазами, а шейный крест ордена Св. Владимира расположен, как и полагается, выше прусского ордена, также несколько сдвинута вниз звезда ордена Серафимов. Репродукция этой миниатюры была помещена в издании великого князя Николая Михайловича «Русские портреты XVIII и XIX столетий», её современное местонахождение неизвестно.
В 1840-е годы в мастерской И. Песоцкого с галерейного портрета была сделана литография, опубликованная в книге «Император Александр I и его сподвижники» и впоследствии неоднократно репродуцированная.